# اتفاقية التجارة الحرة بين باكستان والصين

اتفاقية التجارة الحرة بين باكستان والصين هي اتفاقية تجارة حرة كبرى موقعة بين جمهورية الصين الشعبية وباكستان.

## المرحلة الأولى

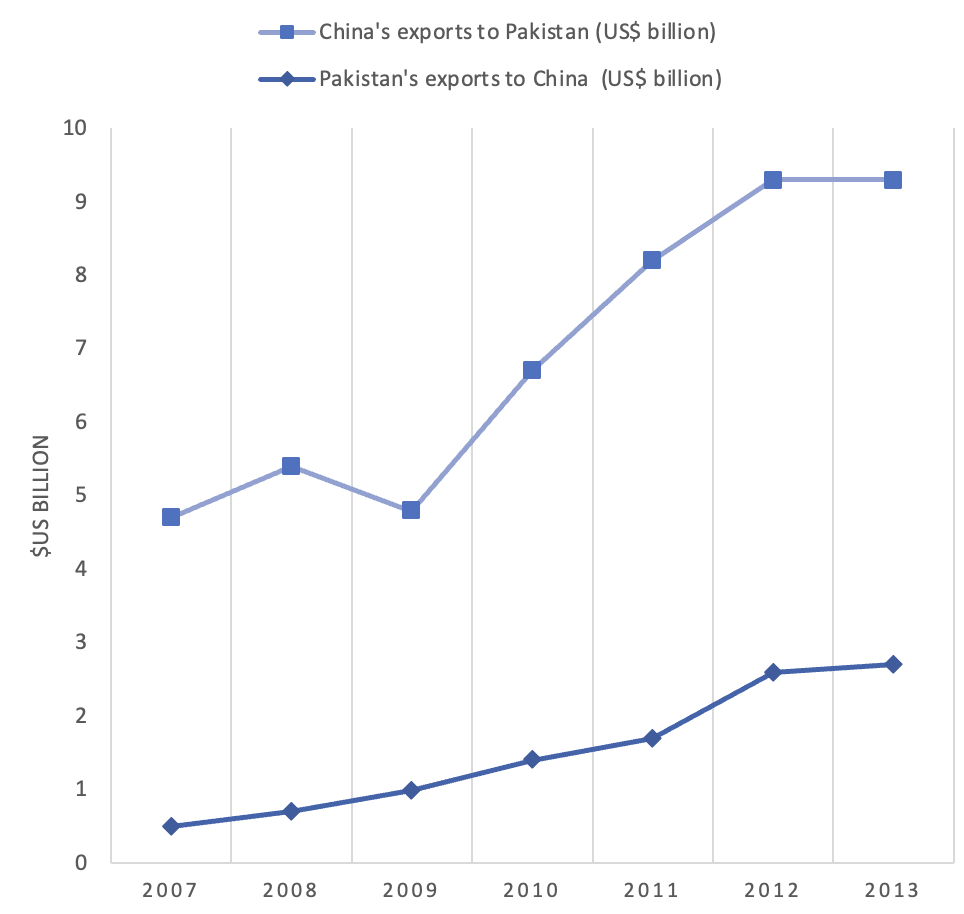
إجمالي صادرات الصين وباكستان في المرحلة الأولى من اتفاقية التجارة الحرة القارية المشتركة (بالمليارات من الدولارات الأمريكية).

تم الانتهاء من الاتفاقية في عام 2006، ودخلت حيز التنفيذ في شهر يوليو 2007. بلغ حجم التجارة بسبب الاتفاق بين الدولتين 13 مليار دولار في عام 2013، ووصل إلى 20 مليار دولار بحلول عام 2017 عندما وقع البلدان 51 اتفاقية ومذكرة تفاهم للتعاون في مختلف المجالات. كانت الصين تساهم بشكل كبير في واردات باكستان حتى قبل توقيع اتفاقية التجارة الحرة وشهدت تحسنًا كبيرًا في ترتيبها بعد تنفيذ اتفاقية التجارة الحرة في عام 2007. بحلول عام 2012 كانت مصدر 15 ٪ من إجمالي واردات باكستان من العالم بالمقارنة مع 9.8 ٪ في عام 2006.

## المرحلة الثانية

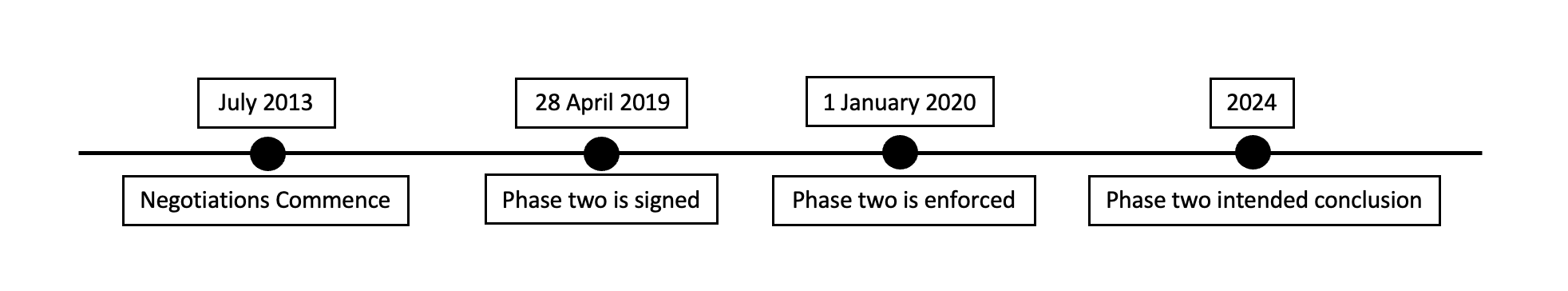
المرحلة الثانية من اتفاقية الشراكة الاقتصادية بين باكستان والصين (CPFTA): جدول زمني للتواريخ الرئيسية

يجري التفاوض بشأن المرحلة الثانية من اتفاقية التجارة بين الصين وباكستان. المرحلة الثانية سوف تخفض التعريفات وكذلك ستؤدي إلى تطبيع الإجراءات التجارية المختلفة.
تم عقد الاجتماع الحادي عشر للمرحلة الثانية من مفاوضات اتفاقية التجارة الحرة بين الصين وباكستان في بكين. التقى نائب وزير التجارة ونائب ممثل الصين للتجارة الدولية وانغ شوين بالوفود التي يترأسها وزير التجارة الباكستاني سوكيرا ووزير المالية داغا على التوالي. أجرى الجانبان مشاورات متعمقة حول قضايا مثل تخفيض التعريفة الجمركية لتجارة السلع والاستثمار والتعاون الجمركي، وأحرزوا تقدما إيجابيا.